# Yuejia
Yuejia (kinesiska: 岳家镇, 岳家) är en köping i Kina. Den ligger i provinsen Sichuan, i den sydvästra delen av landet, omkring 300 kilometer öster om provinshuvudstaden Chengdu. Antalet invånare är 10 499. Befolkningen består av 5 217 kvinnor och 5 282 män. Barn under 15 år utgör 22,0 %, vuxna 15-64 år 60 %, och äldre över 65 år 16,0 %.
Genomsnittlig årsnederbörd är 1 699 millimeter. Den regnigaste månaden är september, med i genomsnitt 337 mm nederbörd, och den torraste är december, med 12 mm nederbörd.